# Ecatombe
L'ecatombe è una cerimonia sacra caratterizzata dall'uccisione di animali offerti in sacrificio a una divinità. Le più articolate descrizioni si hanno in Omero, ma la diffusione di questo rito, celebrato in forme talvolta differenti, copre buona parte dell'area del mar Mediterraneo.
Nell'antica Grecia era definita ἑκατόμβη (ekatómbē con il significato di "magnifico sacrificio"), termine composto da hekatón = cento e bûs = bue: da ciò si desume il sacrificio di cento buoi, di agnelli o, in genere, di una grande quantità di animali. Alcuni storici affermano che il numero cento fosse riferito al numero dei "piedi" e che si trattasse del sacrificio di 25 quadrupedi o 50 bipedi. 
Nel V secolo a.C., ad Argo e nella colonia di Egina, il re Archino aveva istituito le feste ecatombee (anche dette eree, in quanto celebrate in onore della dea Era), durante le quali venivano sacrificati 100 buoi, poi sezionati e distribuiti alla popolazione. In Laconia, quale augurio di salute alle cento città che componevano la regione, venivano celebrate le ecatombee, sempre allietate da giochi e banchetti.
Nel mese di Ecatombeone, ad Atene, si tenevano le "grandi panatenee" dedicate ad Atena.

Secondo Diogene Laerzio, Pitagora sacrificò un'ecatombe quando scoprì il teorema geometrico che porta il suo nome. Sembra tuttavia un'informazione non corretta, data l'osservanza di Pitagora per il vegetarianesimo e il rispetto degli animali indottogli anche dalla dottrina nella metempsicosi. Molti secoli dopo, l'epigrammista Filippo Pananti trasse dal lontano episodio la seguente morale:
Allorquando Pitagora trovò

Il suo gran teorema,

Cento bovi immolò.

Dopo quel giorno trema

De' buoi la razza, se si fa

Strada al giorno una nuova verità.